# 贝里兹
贝里兹是葡萄牙波尔图区的一个堂区。总面积4.31平方公里，总人口3229人，人口密度749.2人/平方公里。